# テッラジーニ
テッラジーニ（イタリア語: Terrasini）は、イタリア共和国シチリア自治州パレルモ県にある、人口約13,000人の基礎自治体（コムーネ）。

## 地理

### 位置・広がり
パレルモ県北西部のコムーネ。県都パレルモから西へ25kmの距離にある。

#### 隣接コムーネ
隣接するコムーネは以下の通り。
- カリーニ
- チーニジ
- パルティニーコ
- トラッペート

## 行政

### 分離集落
テッラジーニには、以下の分離集落（フラツィオーネ）がある。
- Contrada Agliandroni, Cala Rossa, Capo Rama, Città del Mare, Fimmina Morta, Perla del Golfo, Paterna, Paternella, Serra, Stazzone, Villaggio dei pescatori, Zucco